# Flight West Airlines
Flight West Airlines — ныне недействующая австралийская региональная авиакомпания, основанная в 1987 году. Базировалась в аэропорту Брисбена. Прекратила своё существование в 2001 году, когда авиакомпанию выкупила компания Queensland Aviation Holdings.

## Флот
Флот авиакомпании на момент прекращения деятельности состоял из 16 самолётов: